# Casa Senyorial de Cirsti
La Casa Senyorial de Cirsti (en letó: Cirstu muižas pils) és una mansió a la regió històrica de Vidzeme, al Municipi de Vecpiebalga  del nord de Letònia.
Va ser construïda l'any 1886 emprant maó vermell i en estil neogòtic. Té una torre de tres pisos amb planta exagonal exempta de l'edifici principal. La seva restauració va començar l'any 2000.